# 트러스트버스
트러스트버스(TrustVerse)는 인공지능(AI) 및 블록체인 기반 금융 플랫폼 서비스 업체이다. 2018년 설립 후 본격적으로 금융 AI와 블록체인을 기반으로 디지털금융 핀테크 솔루션을 다각도로 제공하고 있다. 주요 서비스로는 세계 최초 디지털자산과 관련된 프라이빗 키 복구 및 복원 서비스를 주요 금융 및 글로벌 기업들과 협업하고 있으며, 디지털 자산 분석 서비스, 전자지갑, 증여 및 상속 서비스, 블록체인 기반 미술 및 컬렉션 경매 서비스 및 디지털음원저작권 자산화 서비스 등을 갖추고 있다.

## 개요
2018년도부터 블록체인 프로토콜을 활용하여 개발한 Dapp 서비스 및 신뢰 매커니즘을 기반으로 실수요자 중심의 서비스를 제공하고 있으며, 디지털 자화 및 인증 프로세스를 통해 디지털 금융 핀테크 장르를 설계해 나가고 있다.  총 5개 서비스 개발, 4개의 글로벌 파트너십, 국내 및 해외 5개 특허 출원을 하였다.  Forbes, Yahoo Finance, Investopedia 외신에 언급된 블록체인 기술을 활용하여 다양한 서비스를 출시한 최초 디지털 금융회사임.

### 소개
TrustVerse(웰스트리에스지)는 싱가포르에 본사를 둔 글로벌 IT 금융 솔루션 회사이다. 디지털 금융-핀테크 부문에서 블록체인 및 AI인공지능 기반 기술을 활용하여, 디지털 금융 전반에 필요로 하는 주요한 핵심 서비스를 UNESCO 국제기구, 마이크로소프트, 삼성전자, KOSCOM을 비롯한 글로벌 파트너들과 서비스를 제공하고 있다.
주요 서비스로는 스마트컨트랙트를 통해 각종 유무형 자산의 관리 및 기록을 가능하게 하는 MarS 디지탈 자산 월렛과  디지털 가상 자산 분석을 직관적으로 제공해주는 Jupiter 서비스로 디지털 금융 핀테크 시장을 선점한 사례가 있다.  위 Dapp(Decentralized Application)은 삼성전자와의 파트너십을 통해 전세계 S10 이후 모든 삼성 갤럭시 기종에서 Samsung Blockchain 내 DApp리스트를 확인하면 쉽게 이용할 수 있다. 스마트 월렛 키 복원 서비스와 스마트컨트랙트 생성을 통해 P2P 거래에 신뢰를 더해주는 서비스 등이 곧 출시 예정인 것으로 알려져 2020년 가장 기대를 모으고 있는 블록체인 금융 스타트업 중 하나로 꼽힌다.  궁극적인 회사의 비전으로는 고도화된 금융 AI와 블록체인을 기반으로 차세대 금융핀테크 회사로 원스톱 디지털 자산관리 서비스 플랫폼 및 운용사를 설립하는 것을 목표로 한다.

### 창업자 및 대표
트러스트버스의 창업자 겸 대표인 정기욱(Michael Kiook Jeoung)은  University of Chicago Booth School of Business MBA 졸업.  다국적기업인 시스코시스템즈(Cisco) 글로벌 통신사 부문 클라우드 서비스 Go-to-Market 상무, 프랑스 경제협력개발기구 OECD  Executive Directorate/DKI 컨설턴트, 국토해양부 도시정책국 Smart City 전문위원, KOICA 국제협력단 을 역임하였다.  IT 및 금융핀테크 전문가로서 2003년부터 유비쿼터스 컴퓨팅, 스마트시티, 클라우드 및 현재 블록체인-AI 분야에 전문성을 쌓고 있다.

### 트러스트버스, R3와 업무협약 체결, 양사 협력해 디지털자산 복구 서비스 글로벌화
디지털 금융 핀테크 스타트업 트러스트버스(대표 정기욱)는 자사 디지털자산 복구 서비스 '마스터키'의 글로벌 진출을 위해 블록체인 플랫폼 개발사 R3와 협력하기로 했다. 트러스트버스가 개발한 마스터키는 이용자의 디지털자산은 수탁하지 않으면서 월렛의 프라이빗 키 관리를 돕는 서비스다. 트러스트버스에 따르면 마스터키 서비스를 이용하면 프라이빗 키가 분실·손상됐을 경우 다시 복구할 수 있다. 파트너사인 코스콤의 금융클라우드 기반 본인인증 서비스를 거쳐 키 값을 복구하고, 블록체인 분산저장 기술을 활용해 디지털 월렛을 복원하는 구조다. 트러스트버스는 마스터키 서비스의 핵심 블록체인 인프라를 기존 하이퍼레져 패브릭에서 R3의 코다 엔터프라이즈(Corda Enterprise)로 이전했다. 코다 엔터프라이즈는 블록체인 엔터프라이즈 플랫폼으로, 현대의 비즈니스에 가장 적합한 기능과 서비스를 제공한다. 규제가 심한 산업을 염두에 두고 설계 및 구축된 코다 엔터프라이즈는, 코스콤의 금융 클라우드와 쉽게 연동 및 구축되어 금융 기관 및 개인 고객으로 하여금 프라이빗 키와 디지털 자산을 안전하게 보호할 수 있도록 한다. R3는 최근 한국은행의 CBDC 도입에 활용된 분산원장 기술 및 플랫폼을 제공한다. 트러스트버스는 마스터키의 기반 블록체인 플랫폼을 기존 하이퍼레저에서 R3 코다로 바꾸고 오는 8월부터 글로벌 서비스를 출시할 예정이다. 글로벌 마스터키는 기업은 물론 개인 이용자도 이용할 수 있다.

### 코스콤·트러스트버스, 디지털 자산관리 서비스 확장 위해 MOU 체결
스마트 기기에 저장된 블록체인 기반 탈중앙화 신원증명 기술(DID) 등 디지털 자산이 해킹을 당하거나 스마트폰 분실로 훼손되어도 복원할 수 있는 길이 열렸다. 코스콤은 핀테크 스타트업 트러스트버스와 블록체인 기반 솔루션을 구축하고 디지털 자산관리 영역에서 서비스를 확장하기 위한 업무협약(MOU)을 체결했다. 코스콤과 트러스트버스가 협력해 개발할 디지털 자산관리 서비스 명칭은 '마스터키(MasterKey)'다. 이는 스마트폰 등의 분실로 기기 내부의 디지털 지갑(디지털 월렛)에 보관해 놓은 문서·음원저작권·DID 등 모든 디지털 자산에 접근이 불가능해질 경우, 블록체인 기술을 활용해 이를 복원해 주는 서비스를 가리킨다. 고객들이 마스터 키 서비스에 가입하게 되면 디지털 자산을 보관하는 디지털 월렛(서비스명: MarS)이 생성되고, 마치 자동차의 차대번호처럼 암호화된 월렛의 고유 키 값이 코스콤 금융클라우드 내 여러 서버에 분산 저장된다. 이후 마스터 키 서비스를 활용해 분실복원서비스를 신청하게 되면, 본인인증을 거쳐 키 값을 복구하고, 블록체인 분산저장 기술을 활용해 디지털 월렛을 복원할 수 있게 된다. 이를 위해 코스콤은 디지털 월렛 실소유자임을 증명할 수 있는 본인인증 서비스를 연결하고, 개인정보 등 민감 정보가 외부로 유출되는 것을 막기 위한 울타리 역할을 할 금융클라우드 인프라를 제공한다. 트러스트버스는 삼성전자의 블록체인 파트너로서 마스터 키 내 블록체인 기반 복원 솔루션을 구축하고, 삼성전자의 블록체인 키스토어 기반 삼성 월렛도 함께 지원하여 디지털 월렛을 복구한다. 또 트러스트버스는 해외 법인으로 기존 글로벌 벤더의 클라우드를 사용하고 있지만 국내 블록체인 분야에 안정적인 서비스를 제공하기 위해 금융 분야에 특화된 코스콤 금융클라우드로 이전을 준비하고 있다.
개인과 기관들은 마스터 키를 활용해 디지털 자산의 해킹 등에 대비할 수 있으며, 앞으로 다양해질 디지털 자산을 안전하게 보관할 수 있어 금융클라우드를 마치 디지털 개인금고처럼 사용할 수 있게 된다.

### UNESCO(The United Nations Educational, Scientific, and Cultural Organization) 프랑스 본부 파트너십
기술적 사업 목표 외에 세계인류를 위한 기술적 진보 및 윤리정립을 위해 세계 최초로, 프랑스, 파리 7, Place Fontenoy에 위치한 UNESCO(The United Nations Educational, Scientific, and Cultural Organization)본부와 20년 5월 6일에 "MY UNESCO" 의 유일한 글로벌 파트너로 블록체인 및 AI 와 관련하여 전략적 파트너십을 체결하였다. 해당 파트너십은 트러스트버스의 블록체인 및 스마트 컨트랙트와 인공지능(AI)을 결합한 서비스 전문성을 통해, UNESCO의 교육, 과학 및 문화를 포함한 다분야(Multi-sectoral)에 디지털 전략 수립 및 기술 제공을 통해 국제기구 회원국가들에 효과적인 정책적 및 가시적 성과를 도출하기 위한 구체적인 프로젝트 추진하기 위한 협력이며, 구체적으로는 1)유네스코의 정책적 우선순위와 더불어 블록체인 기술 및 ICT 전략을 통해 유네스코의 주요 프로젝트 펀딩 목적에 맞는 기부 플랫폼의 도입에 기여 2) 해당 플랫폼을 통해 전세계에 있는 개인 및 기관들이 Covid19 관련 기부 뿐 아니라 UNESCO에서 추진하는 주요 프로젝트에 대해 크라우드 펀딩
- 유네스코의 원격 학습/ICT 활용 및 빅데이터 이니셔티브 및 기부 플랫폼 개발에 기여하는 다분야에서의 파트너십
- 트러스트버스가 Global Coalition에 가입하고, 그 전문성과 네트워크 및 자원을 제공함
- COVID-19의 사회경제적 영향은 물론, 현재 진행 중인 보건 및 인류의 위기에 대응함

### 디지털 자산 관련 국내 및 해외 현황
디지털 자산은 혁신적인 금융상품으로 핀테크의 총아가 될 것이며, 기존 대체 자산의 유동성 문제를 해결할 수 있는 장점이 있으며, 스마트원장을 기반으로 하기 때문에, 거래내역 증명 등, 전송경로가 명확하다는 장점이 있다(미증권거래위원회(SEC)에 의하면 약 30배 이상 성장잠재력이 크다고 전망).
이미, 미국, 싱가포르, 홍콩 등 선진국들은 디지털 자산 시장의 성장잠재력을 빠르게 인지하고, 규제 당국의 주도로 시장을 양성화하려는 움직임을 보이고 있으며, Fidelity Digital, 골드만삭스, JP 모건 등 전통 금융기관이 디지털 자산으로 사업 영역을 확장하고 있으며, 정부의 합리적 규제 마련으로 불확실성이 해소되면서, 새로운 금융시장으로 자리를 잡아가고 있다.
하지만, 이러한 디지털 자산을 보호하고, 피해를 방지하는 서비스들이 국제적으로 전무한 상황임. 트러스트버스는 전세계 최초로 “멀티 디지털 자산 분실 방지 및 복원 서비스” 에 대한 특허를 보유 및 서비스를 출시하게 되었다.

### 사업적 배경
친숙한 실물자산, 금융자산의 경계를 허무는 “디지털 자산의 미래”에 대한 대비가 나날이 화두가 되며 또한 중요해지고 있다. 특히 지금과 같이 갑작스러운 경제 침체 및 경기 둔화 나아가 현금(금융자산) 유동성에 제한이 발생하는 경우, 디지털 자산은 이러한 환경을 해소하거나 극복할 수 있는 수단이 될 수 있으며, 더 나아가, 소비자에게도 더 나은 편의 제공 역할을 하게 될 것으로 예측된다.

지난 몇 년간, 점점 디지털화되어 가는 개인정보를 비롯하여 다양한 지적재산권에 대한 리스크 관리 및 보호 활동이 이어졌고, 국가적, 기업, 그리고 개인 차원에서도 이러한 정보는 고유성 및 자산으로서의 의미를 부여 받게 되었다. 더불어, 이러한 사회적 인식 변화에 따라 사이버 보안사고 및 악용사례를 미연에 방지하기 위한 보호조치 또는 대응의 필요성 역시 부각되었다. 앞으로 그 다양성이 인정되는 디지털 자산의 경우 발생할 수 있는 보안사고의 스케일이 남다를 것으로 예상됨에 따라 좀 더 진화된 보안기술이 즉각적인 대응조치를 취해야 할 것으로 사료된다. 보호의 대상(개개인, 기업/기관, 정부, 신상정보, 저작권/저작물 등)도 또 해킹의 주체도 끈임없이 변화하고 있다. 사이버 보안의 미래는 단순히 현재의 보안 시스템에서 그치지 않을 것이다. 실물자산, 금융자산, 가상자산 등 다양한 형태의 자산에 이르는 모든 것들의 그 경계에서 TrustVerse는 새로운 디지털 자산과 관련된 신뢰 매커니즘, 활용성 높은 서비스, 사이버 보안 시스템/기능을 구현하고 제공하는 것을 목표로 한다.

## 주요 마일스톤

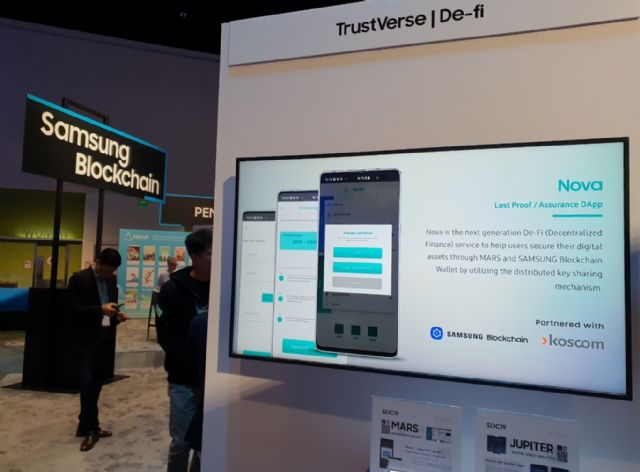
트러스트버스, 블록체인 월렛 복구 솔루션 SDC19서 첫 선

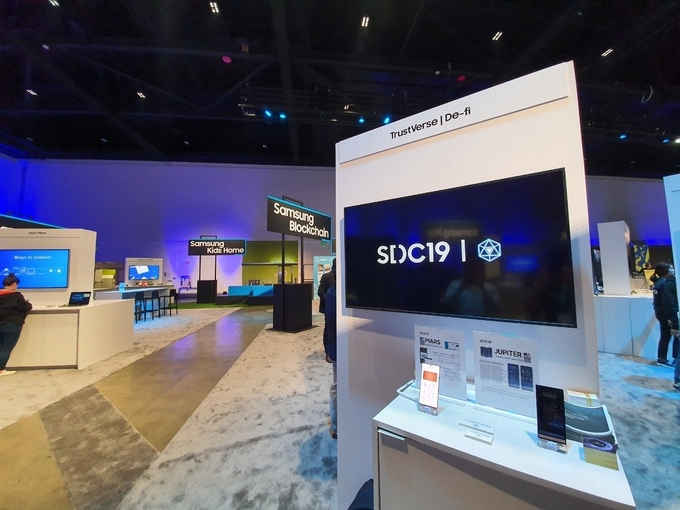
트러스트버스 블록체인 복구 솔루션, 삼성 개발자 컨퍼런스 SDC19서 공개

- 2020.06. 트러스트버스, 기업용 블록체인 소프트웨어 기업 "R3"와 업무협약(MOU) 체결. 양사 상호협력해 디지털자산 복구 서비스 글로벌화
- 2020.06. 트러스트버스, 디지털 자산 전자 지갑 "MarS"…버전 2 공개, 원스토어에도 등록
- 2020.05. 트러스트버스, "코스콤(KOSCOM)"과 업무협약(MOU) 체결…디지털 자산 복원 기술 개발
- 2020.05. 트러스트버스, 2020 코리아 핀테크 위크(온라인) 참여 통해 마스터키 서비스 소개
- 2019.12. 금융감독원 RegTech PoC 구축_전자금융법에 MRR(머신 리더블 레귤레이션)적용: 인공지능을 기반으로 형태소분석, 증권사 및 금융사 보고에 대한 재무평가
- 2019.11. Singapore Fintech Association 회원 자격으로 싱가포르핀테크페스티벌(SFF) 참여 및 발표
- 2019.11. 삼성개발자컨퍼런스(SDC19, 실리콘밸리)에 메인 블록체인 파트너로 참가
- 2019.10. 삼성 공식 유튜브 채널 주요 삼성블록체인 홍보 영상에 주요 파트너사로 소개됨
- 2019.10. K-Accelerator에 지원 외국기업으로 선정, 서울시가 운영하는 국내 최대 규모의 핀테크 스타트업 전문 공간 '서울핀테크랩' 입주…테크핀(Tech-Fin) 전문 액셀러레이터인 '케이액셀러레이터'로부터 규제당국·특허 지원 및 멘토링 등 투자 유치, 해외 진출까지 원스톱 지원
- 2019.09. 코리아블록체인위크 D.FINE 참가, UNESCO 본사 사회공헌팀장 Eric Voli Bi와 함께 세션 진행
- 2019.08. 마이크로소프트(Microsoft) 아시아태평양의 ISV 파트너 선정
- 2019 06. TrustVerse Insight Summit 개최(서울 삼성동, Microsoft 및 Hulu 등 주요 글로벌사 임원 연사)
- 2019.05. 삼성블록체인 키스토어에 2개의 DAPP을 구축, S10이후 삼성전자의 모든 갤럭시 모델에 기본 탑재: 주피터Jupiter(AI 디지털 자산 분석 앱), 마스MarS(디지털 블록체인 월렛)
- 2019.03. 삼성블록체인 공식 파트너십
- 2019.02. MWC(Mobile World Congress; Barcelona, Spain) 참가 및 발표
- 2018.09. Futurama Blockchain Summit(Ibiza, Spain) 경연에서 우승(1위)

## 서비스

### 마스터키(MasterKey) 서비스
MasterKey 서비스는 개인의 원장 화된 디지털 자산을 보호하기 위한 프라이빗키, 즉 비밀번호(암호) 키 값 복구 및 회수 서비스임
- 주요한 디지털 자산 정보에 접근할 수 있는 매개에 대한 디지털/사이버 공격/분실 위험/행정적 실수/탈취로부터 안전하게 보호하고 분실의 우려를 갖지 않도록 하는 보안적 기능의 의미를 갖음
- 공증된 코스콤 금융 클라우드 및 인증시스템을 통해 연간 제 혹은 월간 제 서비스 가입을 통해 언제든 키 값을 분실한 경우, 요구하는 인증(신원확인) 절차를 거쳐 키 값을 복구할 수 있음
- 분산된 암호화 키는 엔터프라이즈 블록체인 서비스인 R3 Corda 네트워크에 저장되어, 데이터의 무결성과 보존성을 동시에 보장하는 세계 최초 서비스임
- 디지털 자산을 관리하는 진화된 스마트 월렛의 경우, 비밀번호를 개인이 설정하지 않고 자동적으로 생성된 mnemonic 혹 private key라고 불리는 고유 키 값으로 제공됨
- 디지털 자산이라 칭하는 무형자산의 영역확장(예. 디지털 신분증, 음원 저작권, 가상 자산 등)에 따른 블록체인 기반의 키 보안 서비스, 자산 보호, 확대되어 관리 측면에서의 서비스 모델

Samsung Blockchain: Official Introduction
아래는 삼성 블록체인 키스토에 Dapp으로 등록된 트러스트버스의 서비스 내역임.

### 디지털 자산 월렛 (MarS)
블록체인 기반의 보안성이 뛰어난 월렛. 2.0 업데이트 버전은 디지털 자산은 물론, 유무형 자산 자산화 차원의 디지털 음원 저작권 등 지재권이나 부동산 소유권 등 각종 유무형 자산을 손쉽게 관리할 수 있는 차세대 스마트 월렛임. 깔끔한 화면에서 디지털 자산을 한 눈에 관리할 수 있는 지갑, 편리하고 트렌디한 사용성과 삼성 블록체인 키스토어 연동, 그리고 휴대폰 분실에도 안전하도록 마스터키 지갑 복구 기능을 제공함.
- 삼성 블록체인 DApp 리스트에서 바로사용 가능

- GooglePlay 다운로드: https://play.google.com/store/apps/details?id=io.trustverse.mars
- GalaxyStore 다운로드: https://galaxystore.samsung.com/detail/io.trustverse.mars?session_id=W_893e3d6d9cf89fe8027edca2c1ed9953

### 디지털 자산 분석 Dapp, 주피터(Jupiter)
자칫 어려울 수 있는 시장 분석 정보를 초보자들도 쉽게 알 수 있도록 직관적으로 풀어낸 인포 앱. 펀더멘털 마켓 인덱스 상관지수 등 키 인사이트를 줄 수 있는 마켓 리포트도 함께 제공됨.
- 삼성 블록체인 DApp 리스트에서 바로 사용 가능
- GalaxyStore 다운로드: http://apps.samsung.com/appquery/appDetail.as?appId=com.trustverse.jupiter

## 언론 보도
- 김성한 기자, <트러스트버스 마스터키 서비스 글로벌 진출 위해 R3와 '맞손'>, 《핀테크경제신문 FintechTimes》, 2020-06-29
- 오주헌 기자, <코스콤, 금융클라우드로 개인 디지털 자산 보호…"해킹당한 디지털 지갑, 블록체인 기술로 복원>, 《아시아경제》, 2020-05-28
- 김가영 기자, <"핀테크로 디지털 금융결제 제도 개편">, 《팍스넷뉴스》, 2020-05-28
- 임유경 기자, <유네스코, 韓 스타트업 트러스트버스와 블록체인 기부 플랫폼 개발>, 《ZDNet Korea》, 2020-05-19
- 이지영 기자, <유네스코, 블록체인·AI 기반 기부 플랫폼 도입>, 《매일경제 MBN》, 2020-05-13
- 송혜영 기자, 〈정기욱 트러스트버스 대표 "디지털신분증 잃어버리면 '노바'로 찾아요"〉, 《이티뉴스》, 2019-11-28
- 이미지 기자, 〈트러스트버스, 삼성 개발자 컨퍼런스서 암호화폐 복구 솔루션 공개〉, 《TV조선》, 2019-10-31
- 허준 기자, 〈삼성전자, 블록체인서는 구글보다 한발 먼저...서비스 생태계 선점 나서〉, 《파이낸셜뉴스》, 2019-10-30
- Joe Liebkind, <Taxes and Crypto>, 《Investopedia》, 2019-07-29
- Ana Alexandre, <Samsung Expands Its Blockchain DApp Kit With New Services, Updates Wallet>, 《CoinTelegraph》, 2019-08-06